# 土耳其宗教事務局

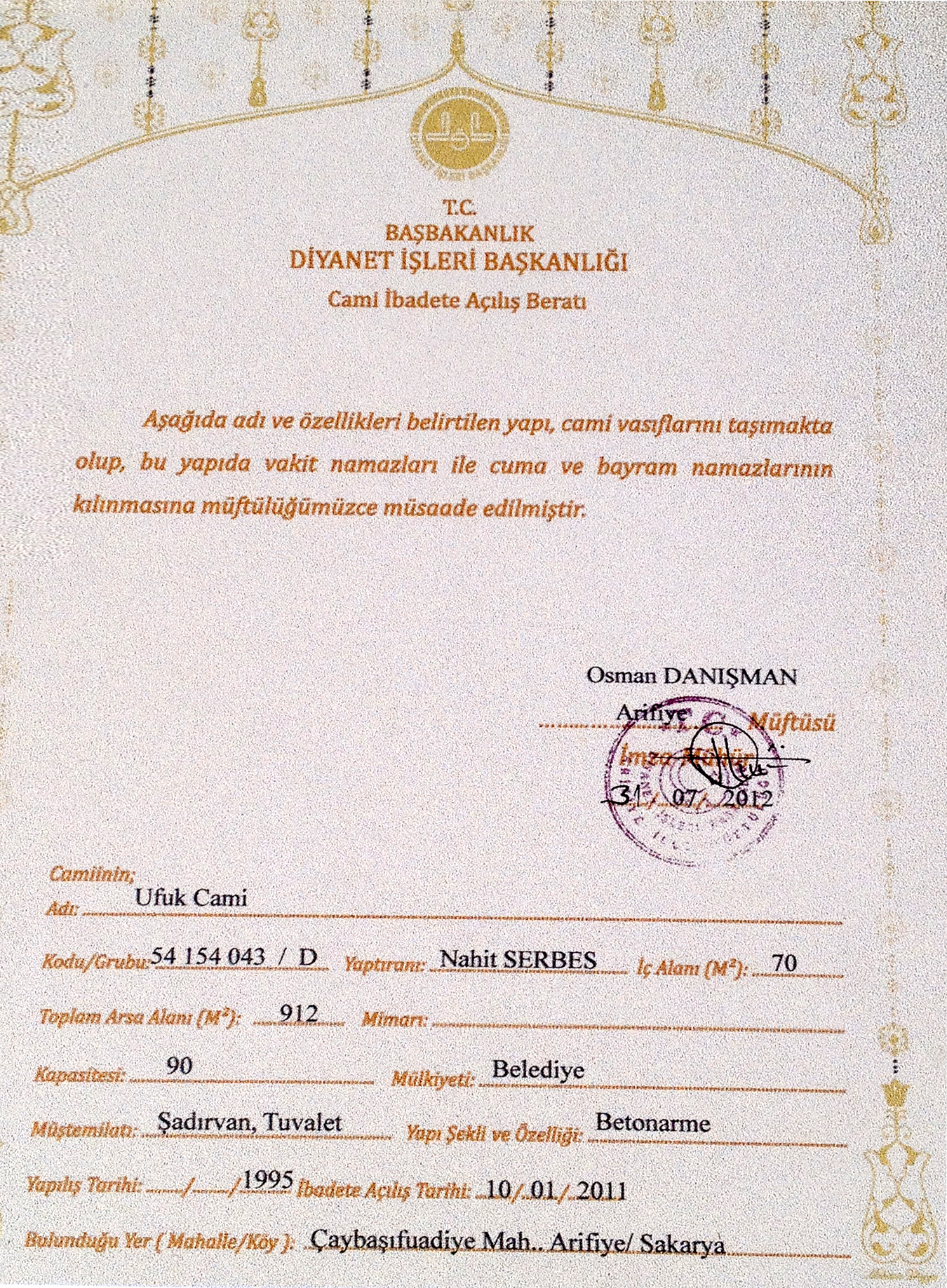
上圖為宗教事務局局長──一位切爾克斯商人、歷史學家和慈善家納希特·薩巴斯建造的清真寺所提供的文件。

土耳其宗教事務局（土耳其語：Diyanet İşleri Başkanlığı），簡稱宗教局（直譯為迪亞內特），為1924年依據土耳其憲法第136條，由穆斯塔法·凱末爾的命令下設立的官方國家機構，負責執行廢除鄂圖曼帝國哈里發前由謝赫伊斯蘭管理的行政職責。
根據法律規定，宗教局的職責為「管理信仰、崇拜伊斯蘭教之相關事務」。宗教局起少在每周在全國85000座清真寺與國外2000以上清真寺進行伊一次佈道；同時，他為兒童提供古蘭經教育，培訓並僱用土耳其所有被視為公務員的伊瑪目。
從2006年開始，宗教局功能得到強化，到了2015年，其預算增加了整整四倍，員工人數翻升到將近15萬人。據2019年預算估計，為17億歐元（大約18.7億美元），遠遠超過其他土耳其政府部門的預算。宗教局在土耳其內有1000家分支機構，並在145個國家或地區進行教育、文化與慈善活動。Diyanet TV於2012年成立，現今全天24小時播出，他將古蘭經教育擴大到幼兒與寄宿學校──「藉以讓幼兒沉浸在宗教生活當中」──並實施伊斯蘭教令（土耳其語：fetva）。

## 歷史活動與批評
在土耳其民主黨執政期間，由宗教局管理並提供宗教教育的伊瑪目哈提普學校再次開學，其他提供股晶教學的學校也從1946年的61所，增加到1948年的118所。從1975年起，從伊瑪目哈提普學校畢業的學生獲得與一般高中畢業生同等的地位，使他們可以繼續就讀大學。此時該校已經有300所，學生總數逼近30萬人。1984年，土耳其-伊斯蘭宗教事務聯盟（簡稱DİTİB）成立於德國，以滿足那里大量土耳其僑民的宗教需求。
在2015年前，宗教局在性別暨健康問題上採取非傳統立場。2005年，有400位婦女被宗教局任命為佈道者（vaizes，比伊瑪目更高級），並認為體外受精與避孕藥是「符合教義的」。
2006年，教皇本篤十六世訪問宗教局，並會見當時的局長阿里·巴爾達科格魯與各個土耳其穆斯林領袖，包括安卡拉與伊斯坦堡的穆夫提們。
2021年，一份學術出版物總結了宗教局不斷增長的活動，包括在2012年自主建立的全天24小時播出之Diyanet TV；除了在社交媒體出現之外，它提供的學前古蘭經課程從2000年的3000人，增加到2018年的16200人；截止至2019年底，聘用了24463位老師；2018年夏季古蘭經課程共將近400萬人參加，估計2023年可以達到2400萬人；2019年為止已經出版1734冊書籍，2018年底為止也免費發放圖書約900萬冊。

### 不在宗教局內的土耳其穆斯林
一些不在宗教局內的土耳其穆斯林批評宗教局雖追隨主流的遜尼派伊斯蘭教，實質卻屬於哈納菲派，並且「對土耳其國內的伊斯蘭教多樣性漠不關心」，而實際上土耳其有森分之一到五分之二的人口是非哈納菲派。自稱非哈納菲派的人中有900萬是阿列維派，200萬什葉派，可能超過100萬的阿拉維派，1500萬信奉莎菲懿派的遜尼庫德族及許多唯經派。

### 宗教局與阿列維派
宗教局與阿列維派的關係十分模棱兩可。在蘇萊曼·德米雷爾政府期間，宗教局對阿列維派的態度變成否定主義之性質，易卜拉欣·埃爾馬利反對阿列維派的存在，甚至聲稱「並沒有阿列維派這樣的東西」。2000年代初期，在土耳其最高法院的一次審判中，宗教局強烈反對承認阿列維派協會或研究阿列維派遺產，因為這會導致「分離運動的發生」。對此，土耳其文化旅遊部與國務委員會紛紛批評了該作法，因為阿列維派是代表土耳其文化的一部分，爾後宗教局則回應存在所謂的阿列維派。到了穆罕默德·戈麥斯任期，阿列維派更頻繁地出現在政治議程上：這是宗教局歷史上首次承認了阿列維派問題。

### 2010年以後
2010-11年，宗教局開始轉型成一個「促進遜尼派伊斯蘭教」的超大型政府官僚機構。由世俗總統任命的局長阿里·巴爾達科格魯在2010年被解雇，並由穆罕默德·戈麥斯接任。2010年，雖然土耳其正義與發展黨參與了結束對頭巾禁令的政策變化，但巴爾達科格魯拒絕建議穆斯林婦女戴頭巾，並稱宗教不需要這樣做。
在正義與發展黨政府的領導下，2015年宗教局預算已然翻了兩番，超過20億美元，使其預算撥款比內政部高出40%，與外交部、能源部和文化旅遊部的總和相等。如今他擁有12萬-15萬名員工。
2012年，土耳其對伊瑪目哈提普學校的管理進行的改革，導致一位土耳其評論員表示我們「實際上廢除了革命中最重要的法律之一，即教育上的統一（Tevhid-i Tedrisat）」。
2012年，土耳其總統阿卜杜拉·居爾訪問宗教局，並表示「這無疑是宗教事務局最重要的職責之一。（換句話說，宗教局）以最正確、清晰和簡潔的方式向我們的人民傳授我們的宗教，並引導他們遠離宗教迷信」。
在當時正義與發展黨執政期間，宗教局被指控為該政黨服務 ，而且變得揮霍無度（比如提供局長穆罕默德·戈麥斯一輛昂貴的汽車及按摩浴缸）。
在2016年7月的未遂政變後，當時的總統雷傑普·塔伊普·艾爾多安將492名任職宗教局的宗教官員撤職。
]
同一時間，宗教局指使伊瑪目與宗教人士收集有關居倫運動的詳細消息，並向土耳其議會提交了來自38個國家的50份情報報告。
2017年，一些人認為「宗教局對土耳其國內外政治的影響，開啟了艾多安日益增長的威權主義新篇章」。
2018年，穆斯塔法·卡格里奇宣稱「今日的宗教局擁有更伊斯蘭、更阿拉伯的世界觀」。同年，宗教局建議土耳其公民在齋月期間練習電子禁食，即減少使用智慧型手機、筆記本電腦和社交媒體等電子技術。

### 對教令的批評
宗教局在2011年後的某個時間，開始應要求發布教令，而且數量不斷的「迅速增加」。截至2015年底的一年期間，它在伊斯蘭教中發現的禁止（聖地）活動包括：「在家餵狗、慶祝西方新年、彩票和紋身」。
宗教局不禁止在使用衛生紙的情況下使用衛生紙，然而非穆斯林因此誤解了這件事，因為大多數人在排尿或排便後都不用水清洗，穆斯林被要求在這些和其他一些身體排泄物之後用水淨化自己。2015年4月的一項讓土耳其境外成為新聞的教令表示，宗教局裁定衛生紙的使用在伊斯蘭教內是被允許的，雖然他仍強調水應該是主要的清潔來源。
受到土耳其一些公眾批評的宗教局教令包括在2016年初的一項裁定，即訂婚夫婦在訂婚期間不應牽手或獨處。
2016年1月，關於宗教局網站中的教令中，部分短暫出現的教令引起了爭議，該令回應了讀者的問題，即如果男人對女兒存在性慾，從宗教角度來看男人的婚姻是否會因此成為無效婚姻。而宗教局給的回覆稱「伊斯蘭教不同的麥茲海布（宗教法學學校）對此事有不同的意見」：對一些人來說，當父親以性慾親吻女兒或者以慾望愛撫她，並不會對其婚姻造成影響，但哈納菲學校則認為，女兒的母親會因而成為這種男人的哈拉姆。緊接而來的是一場「社交媒體風暴」，「數十名用戶向總統府網站的電信熱線求助，指責土耳其最高宗教團體『鼓勵虐待兒童』」。後來宗教局刪除了該回覆，並稱該頁面「正在修復中」。後來，宗教局向新聞界發表了一份官方聲明，堅稱其回應是通過旨在詆毀該機構的「詭計、狡猾及文字遊戲」所扭曲，並將對任何有相關回應的新聞報導採取法律行動。

### 爭議
在土耳其國家情報局的協助下，宗教局的伊瑪目參與了土耳其政府對海外僑民的監控，特別是那些涉嫌參與居倫運動、庫德斯坦工人黨、革命人民解放黨-陣線的人。

## 國際服務
宗教局同時給存在大量土耳其僑民的國家提供服務。截止至2018年，宗教局在38個國家設有61個分支機構。

### 澳洲
宗教局在澳洲的十幾座清真寺與協會提供服務。

### 奧地利
奧地利-土耳其伊斯蘭文化和社會援助聯盟（簡稱ATIB）是奧地利最大的穆斯林組織，2018年擁有7.5-10萬成員。
ATIB起源自在1960年代移民奧地利的土耳其人，該聯盟旨在創建土耳其民族主義之伊斯蘭教運動，並避免他們加入米利·格魯斯的組織。後來隨著一項新的宗教法於2015年在奧地利生效，旨在禁止外國資助任何的宗教機構，導致伊斯蘭教會和社區組織不得不另尋國內的收入來源，當時的宗教局局長穆罕默德·戈麥斯呼籲反對這項新法律。2019年，一些伊瑪目更因該法案而被迫離開該國，他們曾對該法案提出異議，但最後被奧地利憲法法院駁回。

### 比利時
比利時伊斯蘭宗教基金會隸屬宗教局管轄，他控制著300座比利時清真寺中的70座，並形成最大的穆斯林社區網路。與其他的穆斯林組織相比，他有套操縱容易的辦法：首先由比利時的穆斯林購買/建造一座清真寺並隨後捐贈給宗教局，爾後宗教局再指派一名接受過培訓的伊瑪目接管並為其支付薪水。

### 賽普勒斯
宗教局會監視賽普勒斯（尤其是北賽普勒斯）的TRNC宗教事務局。

### 丹麥
「丹麥土耳其伊斯蘭基金會」（丹麥語：Dansk Tyrkisk Islamisk Stiftelse）隸屬宗教局的一部分，他同時是丹麥境內最大的穆斯林組織。其在伊斯蘭網路內的主要競爭對手是米利·格魯斯的阿列維協會。

### 法國
宗教局控制著法國約270座清真寺，並支付該國約150位土耳其伊瑪目之薪水。

### 德國
土耳其-伊斯蘭宗教事務聯盟（通稱DİTİB）成立於1984年，到2016年為止已經經營了德國國內的900座清真寺。其總部為科隆中央清真寺。

### 日本
東京大清真寺與宗教局土耳其文化中心於1997年由當時的宗教局局長成立了「東京大清真寺基金會」。迄今為止（至2022年）已有12名伊瑪目在該清真寺服務。

### 荷蘭
2018年，荷蘭的475座清真寺中有多座（146座）清真寺由宗教局控制。在那裏，宗教局執行正義與發展黨的政治意識形態，並為其雇用在土耳其受過培訓的伊瑪目。批評者認為這些宗教局派來的伊瑪目（一些人不會說荷蘭語）透過對土耳其的效忠而忽視了對荷蘭的效忠，繼而阻礙居住荷蘭的土耳其人穆斯林能夠有效融入荷蘭社會。

### 瑞典
宗教局在瑞典的總部為胡丁厄市的基金會。
根據公共服務電台SR在2017年的報導，宗教局控制著瑞典的9座清真寺，並支付共14位伊瑪目的薪水。在2016年政變失敗後，他們中的許多人在社交媒體上發表措辭強硬的言論，譴責居倫運動與任何反艾爾多安政府之人。除了他們的宗教職責外，這些伊瑪目還負責報導土耳其政府的一些批評者。根據每日新聞報導，這些清真寺時不時會為艾爾多安及正義與發展黨宣傳。

### 英國
宗教局在英國的分部成立於2001年，到2018年已經經營了17座清真寺，它也是劍橋第一座生態友好歐洲清真寺建設的主力軍。

### 美國
宗教局藉由位於美國華盛頓特區內的美國迪內亞特中心，經營美國十幾座的清真寺。

## 局長
以下為曾經/現任的宗教局局長列表：
| 名字                         | 任期     | 任期     |
| 名字                         | 起始年分 | 結束年分 |
| ---------------------------- | -------- | -------- |
| 穆罕默德·里法特·博雷奇       | 1924年   | 1941年   |
| 穆罕默德·塞雷費廷·雅爾特卡亞 | 1942年   | 1947年   |
| 艾哈邁德·哈姆迪·阿克塞基     | 1947年   | 1951年   |
| 埃宥普·薩布里·哈伊里奧格魯   | 1951年   | 1960年   |
| 奧梅爾·納蘇希·比爾門         | 1960年   | 1961年   |
| 哈桑·胡斯努·埃爾德姆         | 1961年   | 1964年   |
| 穆罕默德·特夫菲克·遮切克     | 1964年   | 1965年   |
| 易卜拉欣·貝德雷丁·埃爾馬利利 | 1965年   | 1966年   |
| 阿里·里扎·哈克斯             | 1966年   | 1968年   |
| 呂特菲·多甘                  | 1968年   | 1972年   |
| 呂特菲·多甘                  | 1972年   | 1976年   |
| 蘇萊曼·阿提茨                | 1976年   | 1978年   |
| 泰亞爾·阿特庫拉克            | 1978年   | 1986年   |
| 穆斯塔法·賽特·亞齊奇格魯     | 1986年   | 1992年   |
| 穆罕默德·努里·伊爾馬茲       | 1992年   | 2003年   |
| 阿里·巴爾達科格魯            | 2003年   | 2010年   |
| 穆罕默德·戈麥斯              | 2010年   | 2017年   |
| 阿里·埃爾巴斯                | 2017年   | -        |

### 註腳
1. ↑  . Ahval News.   [19 August 2020]. （原始内容存档于2022-02-20）.
2. ↑  .   [2022-06-17]. （原始内容存档于2021-01-10）.
3. ↑  .   [2022-06-17]. （原始内容存档于2022-06-23）.
4. 1 2  Establishment and a Brief History （页面存档备份，存于）, Presidency of Religious Affairs
5. ↑  . hurriyetdailynews.com.   [2016-07-21]. （原始内容存档于2017-08-19）.
6. 1 2 3 4 5  Lepeska, David. . Foreign Affairs. 17 May 2015  [27 July 2016]. （原始内容存档于2022-08-07）.
7. 1 2  . Alo Maliye.   [2008-08-22]. （原始内容存档于2008-10-04） （土耳其语）.
8. 1 2  . DW. 20 September 2019  [31 January 2021]. （原始内容存档于2022-09-12）.
9. 1 2 3 4 5 6 7 8 9 10 11 12 13 14  Cornell, Svante. . turkeyanalyst.org. 2015-10-09  [2016-07-27].
10. ↑  Kisaichi, Masatoshi. . Routledge. 2011: 166. ISBN 978-0415665896.
11. ↑  Kisaichi, Masatoshi. . Routledge. 2011: 170–171. ISBN 978-0415665896.
12. ↑  Jones, Dorian. . DEUTSCHE WELLE/DW-WORLD.DE. 2005  [27 July 2016]. （原始内容存档于2022-09-12）.
13. ↑  . en.timeturk.com.   [2013-09-28].[永久]
14. 1 2  Farley, Harry. . christian today. 20 July 2016  [27 July 2016]. （原始内容存档于2022-06-29）.
15. ↑  . Speroforum.com. 2006-11-29  [2013-09-28]. （原始内容存档于2012-02-20）.
16. ↑  Yilmaz, Ihsan. . Cambridge University Press. 2021: 223.
17. ↑   (PDF). Heinrich Böll Stiftung: 190.   [23 July 2020]. （原始内容 (PDF)存档于15 November 2019）.
18. 1 2 3  Massicard, Élise. . Revue Francaise de Science Politique (Revue française de science politique). 2014, 64 (4)  [30 November 2020]. doi:10.3917/rfsp.644.0711.
19. ↑  Mutluer, Nil. . European Journal of Turkish Studies. Social Sciences on Contemporary Turkey. 2018-12-31, (27)  [2022-06-17]. ISSN 1773-0546. doi:10.4000/ejts.5953 . （原始内容存档于2022-06-21） （英语）.
20. ↑  Cornell, Svante E. . turkeyanalyst.org. 2 September 2015  [27 July 2016]. （原始内容存档于2022-06-20）.
21. ↑  . World Bulletin.   [2013-09-28]. （原始内容存档于2019-02-13）.
22. ↑  Tremblay, Pinar. . Al Monitor. April 29, 2015  [25 July 2016]. （原始内容存档于2016-08-08）.
23. ↑  . Knack. 13 December 2016  [13 December 2016]. （原始内容存档于2021-11-29） （荷兰语）.
24. ↑  . Hürriyet Daily News. 7 December 2016  [13 December 2016]. （原始内容存档于2017-07-19）.
25. ↑  Yücel, Deniz. . Die Welt. 9 December 2016  [13 December 2016]. （原始内容存档于2022-06-20） （德语）.
26. ↑  Öztürk, Ahmet Erdi. . The Conversation.   [2019-01-25]. （原始内容存档于2022-06-22） （英语）.
27. ↑  . The Economist. 18 January 2018  [19 January 2018]. （原始内容存档于2018-04-22）.
28. ↑  .   [2022-06-17]. （原始内容存档于2022-07-04）.
29. ↑  Özgenç, Meltem. . hurriyet. 7 April 2015  [27 July 2016]. （原始内容存档于2016-08-07）.
30. ↑  . Doğan News Agency. 4 January 2016  [27 July 2016]. （原始内容存档于2017-04-19）.
31. 1 2  . hurriyet. 8 January 2016  [27 July 2016]. （原始内容存档于2017-04-19）.
32. ↑  Tremblay, Pinar. . al-monitor. January 15, 2016  [27 July 2016]. （原始内容存档于2016-08-22）.
33. ↑  Freedom House, Turkey 2015 Press Freedom report （页面存档备份，存于）
34. ↑  SPIEGEL, DER. . Der Spiegel. 17 February 2017  [2020-12-20]. （原始内容存档于2022-06-22） （德语）.
35. ↑  . www.voanews.com.   [2020-12-20]. （原始内容存档于2021-06-24） （英语）.
36. ↑  . DW.COM.   [2020-12-20]. （原始内容存档于2022-09-16） （英国英语）.
37. ↑  Doğan, Zülfikar. . Al-Monitor. 2017-02-24  [2020-12-20]. （原始内容存档于2017-09-10） （英语）.
38. ↑  . news.yahoo.com.   [2020-12-20] （美国英语）.
39. 1 2 3  Tregenna, Chris. . Religion and Global Society. 2019-06-20  [2022-05-26]. （原始内容存档于2022-06-22）.
40. ↑  . avustralyadiyanet.org.au.   [2022-04-20]. （原始内容存档于2022-07-01） （澳大利亚英语）.
41. 1 2   (PDF): 15–16.   [2021-11-14]. （原始内容存档于2021-10-28） （奥地利德语）.
42. 1 2  . Le Soir. 2017-04-08  [2020-11-15]. （原始内容存档于2022-06-25） （法语）.
43. ↑  . kktcdinisleri.com.   [2022-04-20]. （原始内容存档于2022-06-24）.
44. 1 2  Nielsen, Akgonul & Alibasic 2009，100.
45. ↑  . www.msn.com.   [2020-11-12]. （原始内容存档于2020-11-14）.
46. ↑  . The Economist. 6 August 2016  [9 August 2016]. （原始内容存档于2016-08-08）.
47. ↑  .   [2022-05-17]. （原始内容存档于2022-09-27） （美国英语）.
48. 1 2  Öztürk, Ahmet Erdi; Sözeri, Semiha. . Religion and Politics Section of the American Political Science Association: 3, 12–13, 15. （原始内容存档于19 September 2018） （英语）.
49. 1 2  Öhman, Daniel. . Sveriges Radio. 2017-03-28  [2021-11-22]. （原始内容存档于2022-05-17） （瑞典语）.
50. ↑  . Dagens Nyheter. 2017-04-01  [2019-02-16]. （原始内容存档于15 June 2018） （瑞典语）.
51. ↑  .   [2022-06-20]. （原始内容存档于2022-07-16）.
52. ↑  Former presidents 的存檔，存档日期2008-04-23., Presidency of Religious Affairs （土耳其語）
53. ↑  .   [2022-06-17]. （原始内容存档于2022-06-23）.

### 文獻
- Yücel, İrfan. . . 伊斯坦堡: 土耳其宗教事務局，伊斯蘭研究中心: 455–460. 1994年. ISBN 9789753894364 （土耳其语）.

## 外部連結
- 官方网站
- "Women issuing fatwas （页面存档备份，存于）", Qantara.de
- "The Diyanet of Turkey and Its Activities in Eurasia After the Cold War （页面存档备份，存于）"
- Smith, Thomas W. "Between Allah and Atatürk: Liberal Islam in Turkey[永久]" PDF
- Matsuzato, Kimitaka; Sawae, Fumiko. Rebuilding a Confessional State: Islamic Ecclesiology （页面存档备份，存于） Turkey, Russia and China, Religion, State & Society, Vol. 38, No. 4, December 2010. *
- İştar Gözaydın,"Religion as Soft Power in the International Relations of Turkey （页面存档备份，存于）". www.ispionline.it
- Ahmet Erdi Öztürk, "Turkey's Diyanet under AKP rule: from protector to imposer of state ideology? （页面存档备份，存于）"
- Ahmet Erdi Öztürk, "Transformation of the Turkish Diyanet both at Home and Abroad: Three Stages （页面存档备份，存于）"

https://arabworldnews.tumblr.com/post/687143140780638208/eastern-laces （页面存档备份，存于）